# Avesnes-en-Bray
Avesnes-en-Bray ist eine französische Gemeinde mit 284 Einwohnern (Stand 1. Januar 2022) im Département Seine-Maritime in der Region Normandie. Sie gehört zum Arrondissement Dieppe und zum Kanton Gournay-en-Bray. Die Einwohner werden Avesnois genannt.

## Bevölkerungsentwicklung
| Jahr      | 1962 | 1968 | 1975 | 1982 | 1990 | 1999 | 2007 | 2018 |
| Einwohner | 275  | 275  | 249  | 205  | 234  | 256  | 314  | 296  |

## Sehenswürdigkeiten
- Kirche Saint-Martin